# Offrethun
Offrethun ist eine französische Gemeinde mit 273 Einwohnern (Stand: 1. Januar 2022) im Arrondissement Boulogne-sur-Mer im Département Pas-de-Calais in der Region Hauts-de-France. Offrethun gehört zum Kanton Desvres (bis 2015: Kanton Marquise).  

## Geographie
Offrethun liegt etwa 27 Kilometer südwestlich von Calais und etwa 10 Kilometer nordnordöstlich von Boulogne-sur-Mer nahe der Opalküste des Ärmelkanals (Nordsee). Die Gemeinde gehört zum Regionalen Naturpark Caps et Marais d’Opale.
Umgeben wird Offrethun von den Nachbargemeinden Beuvrequen im Norden und Nordwesten, Marquise im Norden und Nordosten, Wierre-Effroy im Süden und Osten, Maninghen-Henne im Süden und Südwesten sowie Wacquinghen im Westen.
| 1962                      | 1968 | 1975 | 1982 | 1990 | 1999 | 2006 | 2013 |
| ------------------------- | ---- | ---- | ---- | ---- | ---- | ---- | ---- |
| 126                       | 117  | 113  | 168  | 228  | 275  | 258  | 275  |
| Quelle: Cassini und INSEE |      |      |      |      |      |      |      |

## Sehenswürdigkeiten

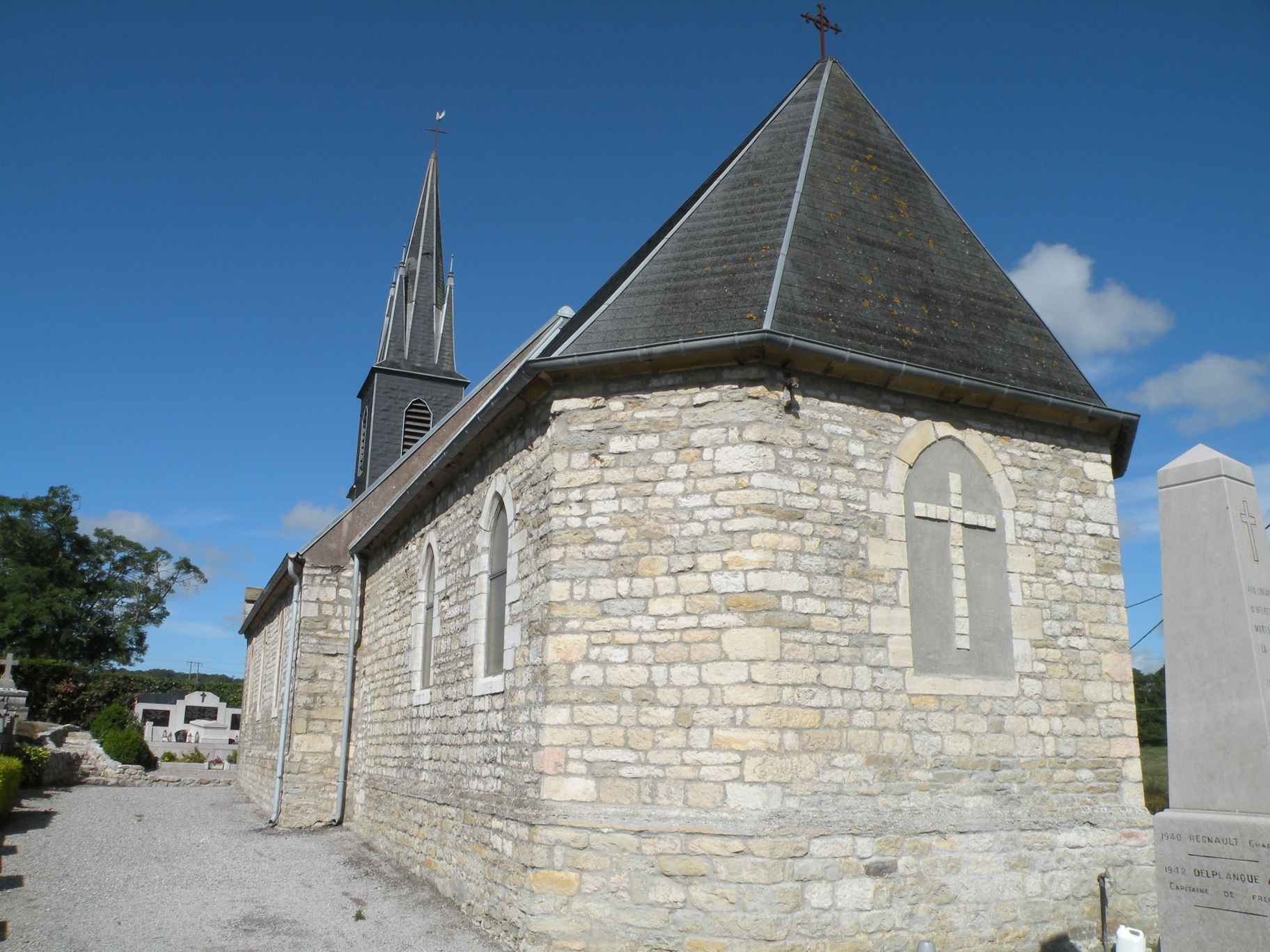
Kirche Saint-Étienne

- Kirche Saint-Étienne aus dem 19. Jahrhundert
- Herrenhaus von Escault aus dem 18. Jahrhundert
- Reste der Turmhügelburg